# Tratado de Libre Comercio Australia-Chile

Exportaciones de Australia a Chile (A$ millón), 1988-

Exportaciones de Chile a Australia (A$ millón), 1988-

El Tratado de Libre Comercio Australia-Chile o Australia-Chile Free Trade Agreement (en inglés), abreviado TLC Australia-Chile o Australia-Chile FTA (en inglés).
Es un acuerdo comercial entre los países de Chile y Australia. Fue firmado el 30 de julio de 2008 y entró en vigor el 6 de marzo de 2009. El acuerdo estaba destinado a entrar en vigor el 1 de enero de 2009, pero se retrasó debido a que Chile no pudo terminar su ratificación a tiempo.
El comercio entre Chile y Australia es modesto, con la participación $856 millones de dólares en 2007. Australia es el cuarto proveedor de inversión extranjera directa hacia Chile, con más de $3 millones en el mismo año. El tratado ubica a Chile como el socio comercial número 41 de Australia. Las principales exportaciones de Australia a Chile fueron de carbón ($94 millones) y equipos de ingeniería civil ($21 millones). En contraste desde Chile a Australia fue de cobre ($96 millones), y de pulpa y papel de desecho ($57 millones).
Cuando se promulgó, el acuerdo pide a Chile a eliminar los aranceles sobre el 91,9% de las tarifas que cubren el 96,9% del comercio de Australia. Australia reducirá el 90,8% de las tarifas que cubren el 97,1% del comercio de Chile. Para el sexto año del acuerdo (2015), todos los aranceles serán eliminados, excepto para los aranceles de azúcar de Chile, que seguirán estando sujetas a su banda de precios actual del sistema. Las tarifas en Australia, que permanecerá en vigor hasta 2015, estarán relacionadas con la industria textil y de prendas de vestir, junto con las uvas de mesa. En Chile, el acuerdo para proteger la industria textil y de prendas de vestir y otros productos manufacturados.
De acuerdo con el Gobierno de Australia, el Gobierno espera utilizar el acuerdo como un modelo para otros acuerdos de libre comercio con otros países.
Antes de la aprobación del acuerdo, los agricultores y horticultores protestaron por el tratado frente al Parlamento de Australia. Los manifestantes afirman que este acuerdo podría socavar a los productores de alimentos de Australia, permitiendo mercancías baratas de alimentos a Chile. Simon Crean, Ministro de Comercio de Australia, respondió a las inquietudes de los agricultores al afirmar que los aranceles son muy bajos o en algunos casos inexistente, debido a anteriores acuerdos de comercio internacional.
Chile y Australia acordaron a principio de iniciar las negociaciones el 8 de diciembre de 2006. Las negociaciones comenzaron el 18 de julio de 2007, y después de cuatro rondas de conversaciones, se decidió el 27 de mayo de 2008.